# Playa de El Dique
La playa de El Dique, se sitúa en la localidad de Aramar, en la comarca del Cabo de Peñas, en el concejo de Gozón,  comunidad autónoma del Principado de Asturias, España.

## Descripción
La playa tiene forma lineal, y presenta un lecho de poca arena  de grano medio y oscuro con afloramientos rocosos.
Se puede observar la desembocadura del arroyo Cañeo en la parte este de la playa, en la que se encuentran los restos del que fuera  un antiguo astillero artesanal, que perteneció a la familia Artime durante muchos años y que era conocido con el nombre de “la Universidad”, ya que los trabajadores tenían alta cualificación. Fue el primer astillero que hubo en Luanco, y era utilizado para la fabricación de pequeñas embarcaciones de pesca,  pudiéndose distinguir todavía la presencia de unos diques pese a su degradado estado de conservación.
No presenta ningún tipo de servicio, ni siquiera de limpieza,  o señalización de peligro.
Está situada muy cerca de la playa de Aramar, a la que se une cuando hay bajamar, pudiéndose pasar en ese momento a la isla del Carmen desde ambas playas.